# Herpetoreas murlen
Herpetoreas murlen — вид змій родини полозових (Colubridae). Ендемік Індії. Описаний у 2022 році.

## Поширення і екологія
Herpetoreas murlen відомі з типової місцевості, розташованої в Національному парку Мурлен в окрузі Чампхай в штаті Мізорам, на висоті 1763 м над рівнем моря. Вони живуть в субтропічних вічнозелених і мішаних гірських лісах.

## Назва
Видова назва murlen вказує на типове місцезнаходження.